# Opel Speedster
El Opel Speedster es un automóvil deportivo desarrollado por la filial europea de General Motors en conjunto con Lotus y vendido por la marca Opel y Vauxhall Motors entre los años 2000 y 2005. El Speedster se presentó en el Salón del Automóvil de Ginebra de 1999, y se fabricó en la planta de Lotus en Hethel, Norfolk, Inglaterra. Su sucesor, el Opel GT, llegó al mercado europeo en 2007.
Fue vendido por Vauxhall como el Vauxhall VX220 en el Reino Unido y tenía mucho en común con el Lotus Elise, aunque Opel afirmó que pocas partes eran intercambiables. 
El Speedster tiene motor central trasero, tracción trasera y una caja de cambios manual de seis marchas. El modelo es un techo targa, es decir un dos plazas con carrocería descapotable. Los dos motores existentes son de gasolina y cuatro cilindros en línea, provenientes del Opel Astra: un 2,2 L atmosférico de 147CV de potencia máxima, y un 2,0 L turboalimentado de 200CV.
Se fabricaron en total 7207 coches
Desde noviembre del 2000 hasta el 14 de agosto del 2005(el último 2.2 se fabricó en marzo del 2003)(el primer turbo se fabrico en enero del 2003)
5052 Opel Speedster de los cuales 4052 son 2.2 y 1000 son Turbo
2155 Vauxhall VX de los cuales 1214 son 2.2 y 941 son Turbo(de estos 65 son VXR220 y 80 son Scorpion)

En el Salón del Automóvil de París de 2002 se mostró un prototipo llamado "Eco Speedster". Su motor Diésel era de 1.3litros de cilindrada equipado con inyección directa common-rail, que tenía un consumo de combustible de 2,5 L/100 km.